# Mike Wilds
William Michael (Mike) Wilds (Chiswick, Londres, 7 de janeiro de 1946) é um ex-automobilista britânico nascido na Inglaterra que participou de 8 Grandes Prêmios de Fórmula 1 entre 1974 até 1976.